# Escrime aux Jeux olympiques intercalaires de 1906
Aux Jeux olympiques intercalaires de 1906 à Athènes, huit épreuves d’escrime se sont déroulées.

## Résultats

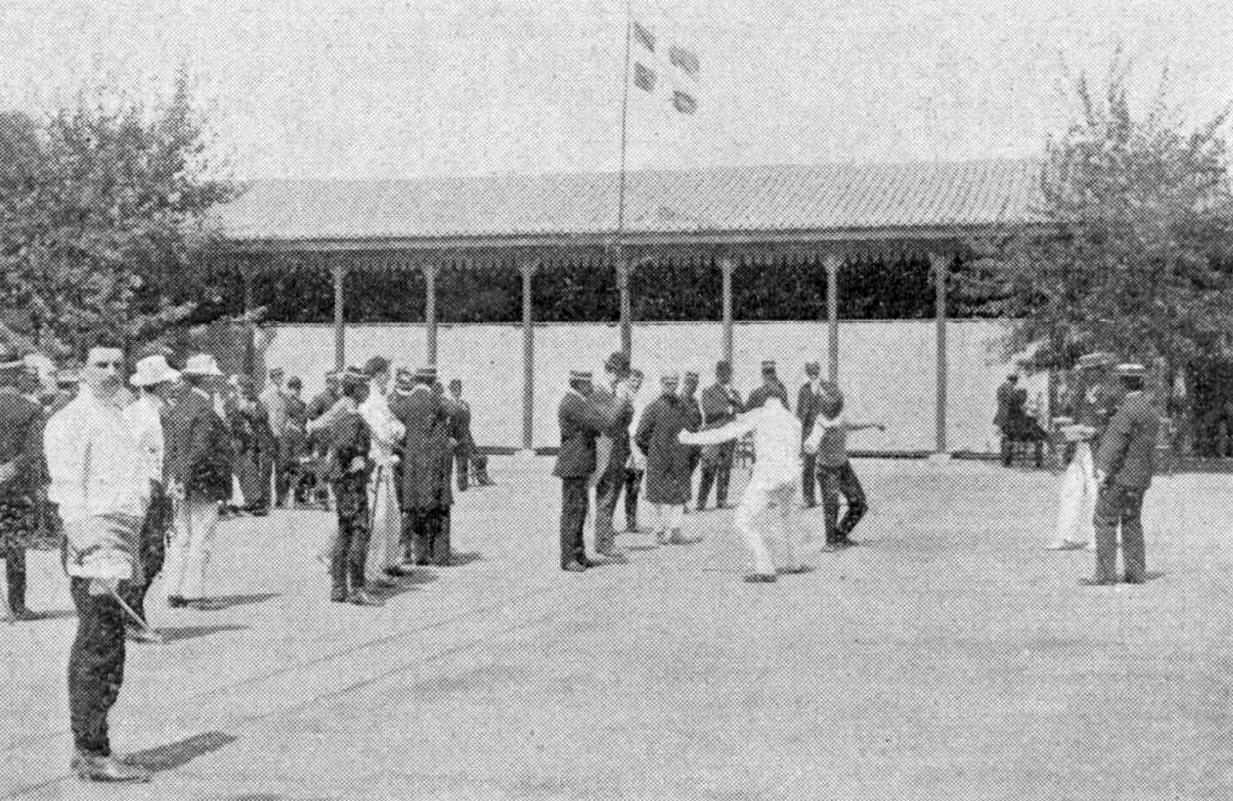
Finale de la Coupe d'épée aux Jeux intercalaires de 1906, sur un terrain de gymnastique proche du stade (Georges Dillon-Kavanagh à gauche).

| Épreuves             | Or                                                                                             | Argent                                                                                             | Bronze                                                                                    |
| Épée                 | Georges de la Falaise                                                                          | Georges Dillon-Kavanagh                                                                            | Alexander van Blijenburgh                                                                 |
| Épée maître d'armes  | Cyrille Verbrugge                                                                              | Carlo Gandini                                                                                      | Ioannis Raissis                                                                           |
| Épée équipes         | France Georges Dillon-Kavanagh Georges de la Falaise Pierre Georges Louis d'Hughes Cyrill Mohr | Royaume-Uni William Grenfell Cosmo Duff Gordon Charles Robinson Edgar Seligman                     | Belgique Constant Cloquet Edmond Crahay Philippe le Hardy de Beaulieu Fernand de Montigny |
| Fleuret              | Georges Dillon-Kavanagh                                                                        | Gustav Casmir                                                                                      | Pierre Georges Louis d'Hughes                                                             |
| Sabre                | Ioannis Georgiadis                                                                             | Gustav Casmir                                                                                      | Frederico Cesarano                                                                        |
| Sabre maître d'armes | Cyrille Verbrugge                                                                              | Ioannis Raissis                                                                                    | Non attribuée                                                                             |
| Sabre trois coups    | Gustav Casmir                                                                                  | George van Rossem                                                                                  | Péter Tóth                                                                                |
| Sabre équipes        | Empire allemand Gustav Casmir Jakob Erckrath de Bary August Petri Emil Schön                   | Royaume de Grèce Ioannis Georgiadis Triantaphylos Kordogiannis Menelaos Sakorraphos Chatran Zorbas | Pays-Bas James van Carnbee Maurits van Löben Sels Johannes Osten George van Rossem        |

## Tableau des médailles

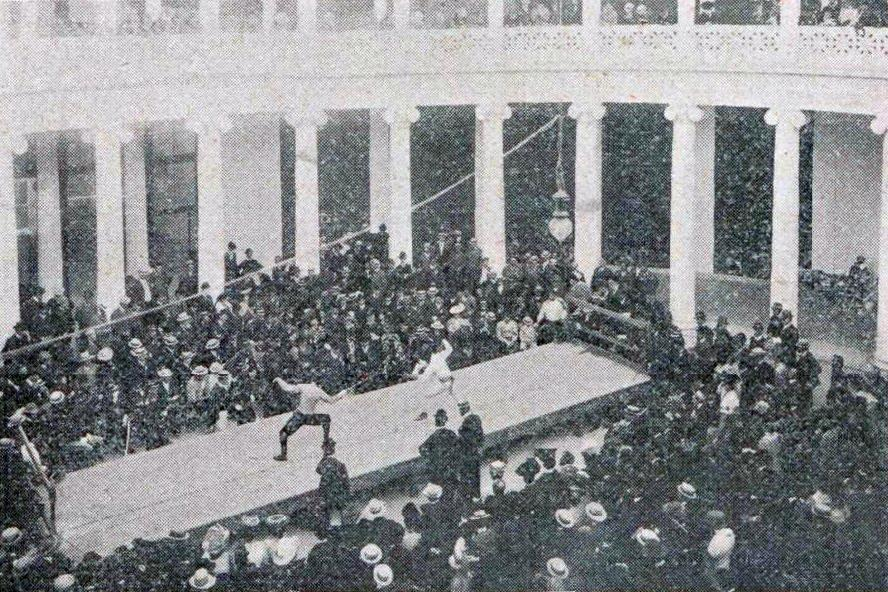
L'escrime en 1906.

| Rang | Nation      | Or | Argent | Bronze | Total |
| ---- | ----------- | -- | ------ | ------ | ----- |
| 1    | France      | 3  | 1      | 1      | 5     |
| 2    | Allemagne   | 2  | 2      | 0      | 4     |
| 3    | Belgique    | 2  | 0      | 1      | 3     |
| 4    | Grèce       | 1  | 2      | 1      | 4     |
| 5    | Pays-Bas    | 0  | 1      | 2      | 3     |
| 6    | Italie      | 0  | 1      | 1      | 2     |
| 7    | Royaume-Uni | 0  | 1      | 0      | 1     |
| 8    | Hongrie     | 0  | 0      | 1      | 1     |